# Lepanthes gargantua
Lepanthes gargantua är en orkidéart som beskrevs av Heinrich Gustav Reichenbach. Lepanthes gargantua ingår i släktet Lepanthes och familjen orkidéer. Inga underarter finns listade i Catalogue of Life.